# Vimmerby (đô thị)
Đô thị Vimmerby (Vimmerby kommun) là một đô thị ở hạt Kalmar, south-eastern Thụy Điển. Thủ phủ thành phố Vimmerby.
Sông Stångån chảy qua đô thị này.
Đô thị này đã được lập trong cuộc cải cách chính quyền địa phương năm 1971, khi thành phố Vimmerby được hợp nhất với đô thị nông nghiệp xung quanh để tạo đơn vị hành chính mới.

## Các đơn vị dân cư trực thuộc
Có 6 khu vực đô thị(cũng gọi là Tätort hay đơn vị địa phương) ở đô thị Vimmerby.
Bảng dưới đây liệt kê các đơn vị trực thuộc của đô thị này theo quy mô dân số thời điểm 31 tháng 12 năm 2005. Thủ phủ được bôi đậm.
| # | Địa phương | Dân số |
| - | ---------- | ------ |
| 1 | Vimmerby   | 7.827  |
| 2 | Södra Vi   | 1.197  |
| 3 | Storebro   | 977    |
| 4 | Gullringen | 560    |
| 5 | Frödinge   | 364    |
| 6 | Tuna       | 249    |

## Thành phố kết nghĩa
Sister cities are cities or towns related to one another in size and history.
- Fargo, Bắc Dakota và Moorhead, Minnesota ở Hoa Kỳ
- Skærbæk ở Đan Mạch
- Kauhava ở Phần Lan
- Þorlákshöfn ở Iceland
- Rygge ở Na Uy
- Joniškis ở Litva